# اینوروتسواف
اینوروتسواف (به لاتین: Inowrocław) یک شهر در لهستان است که در شهرستان اینوروتسواف واقع شده‌است.

## خصوصیات
اینوروتسواف ۳۰٫۴۲ کیلومترمربع مساحت و ۷۴٬۸۰۳ نفر جمعیت دارد.

## خواهرخوانده
شهر باد اوین‌هاوزن خواهرخواندهٔ اینوروتسواف هست.